# Sanatorium

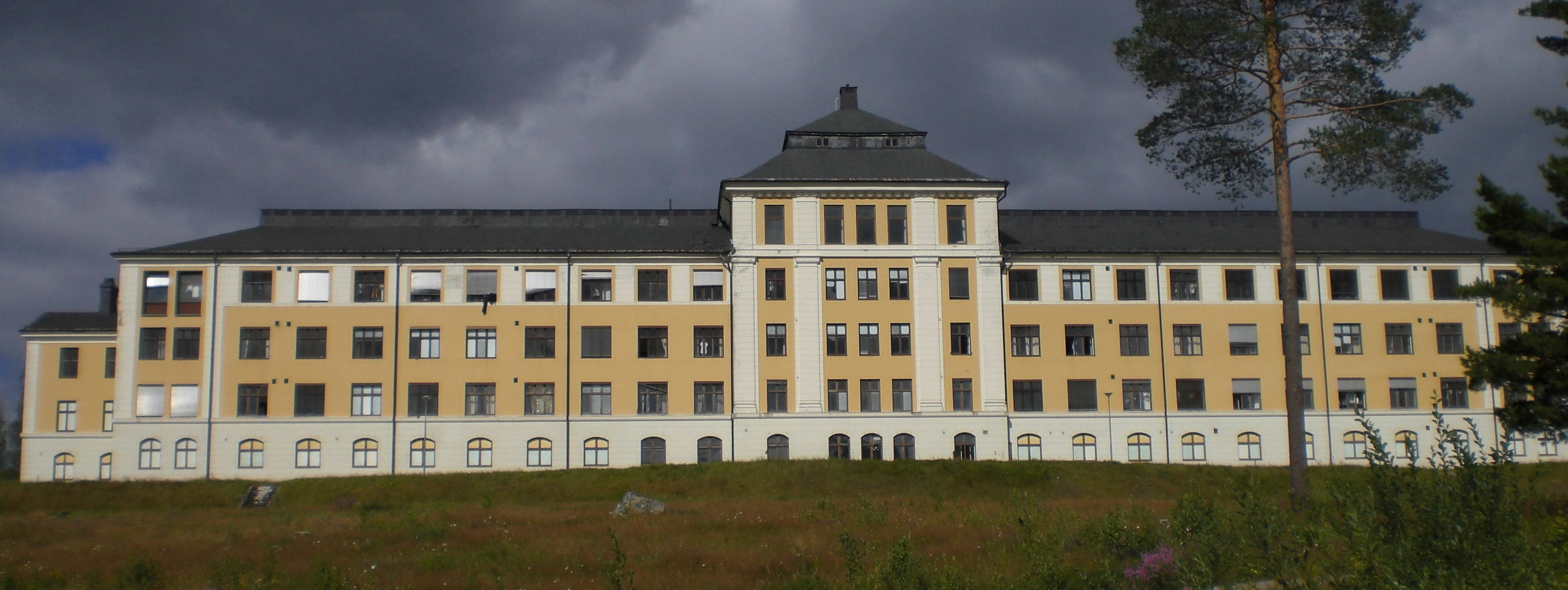
Sanatorium in Hällnäs, Schweden

Sanatorium (von lateinisch sanare ‚heilen, gesund machen‘), Heilstätte, Heilanstalt oder Volksheilstätte sind veraltete Bezeichnungen für ein auf eine bestimmte Erkrankung oder artverwandte Erkrankungen spezialisiertes Fachkrankenhaus.

## Geschichte
In vielen römischen Orten gab es Thermen, die in mancher Hinsicht als Vorläufer von Heilstätten angesehen werden können. In Rom gab es einige große Thermen, darunter die Caracalla-Thermen, Diokletiansthermen und die Trajansthermen. Budapest beispielsweise entstand als Siedlung rund um heiße Quellen, denen man Heilwirkung zuschrieb (siehe Budapester Thermalbäder). 
Der neben seinem Hauptberuf als Experimental-Physikprofessor auch als Schriftsteller und Aphoristiker bekannte Georg Christoph Lichtenberg schrieb in den 1780ern, also in der Spätphase der Epoche der Aufklärung, wie man mit Luftbädern die allgemeine Gesundheit fördern solle.

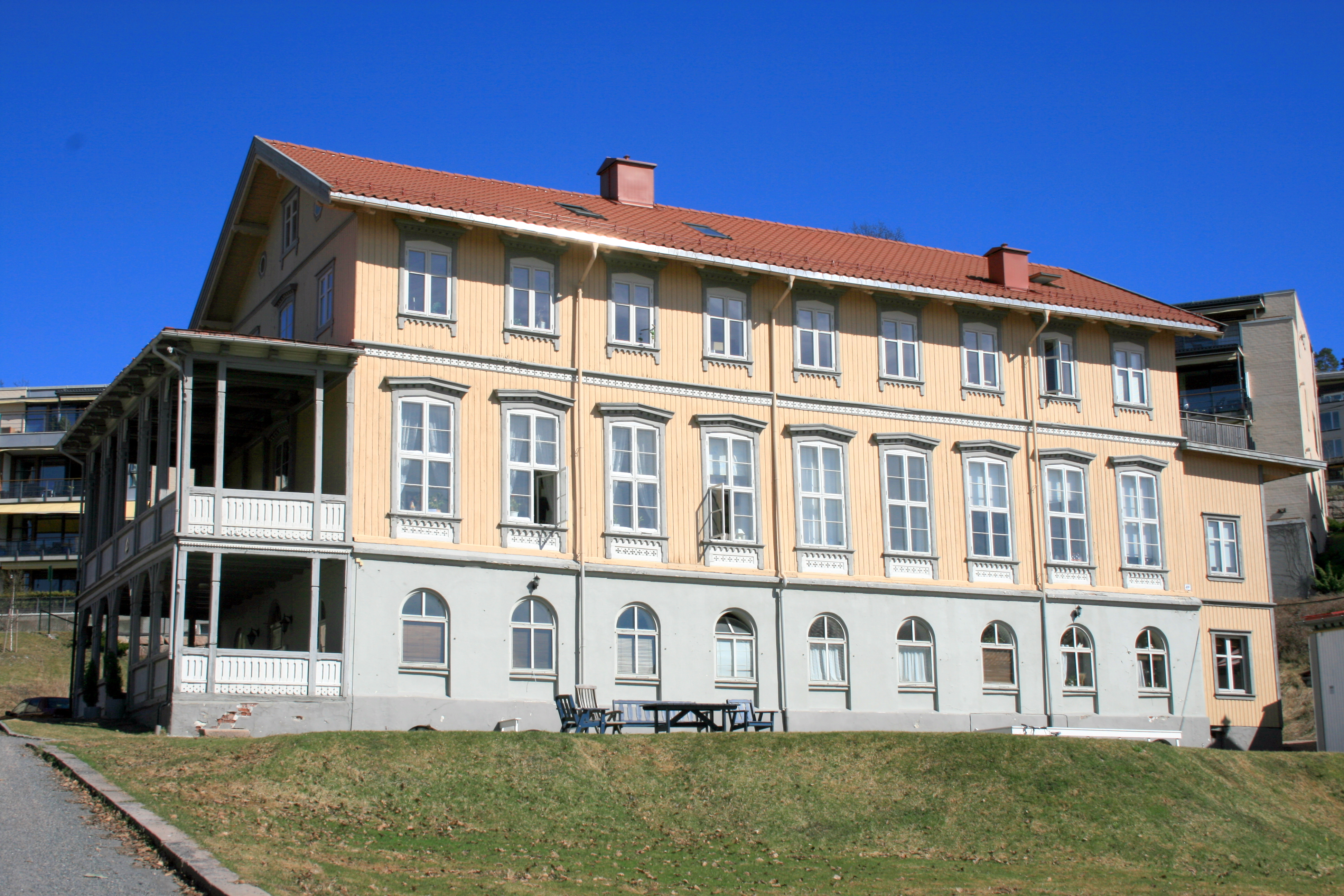
Sanatorium in Grefsen, Norwegen

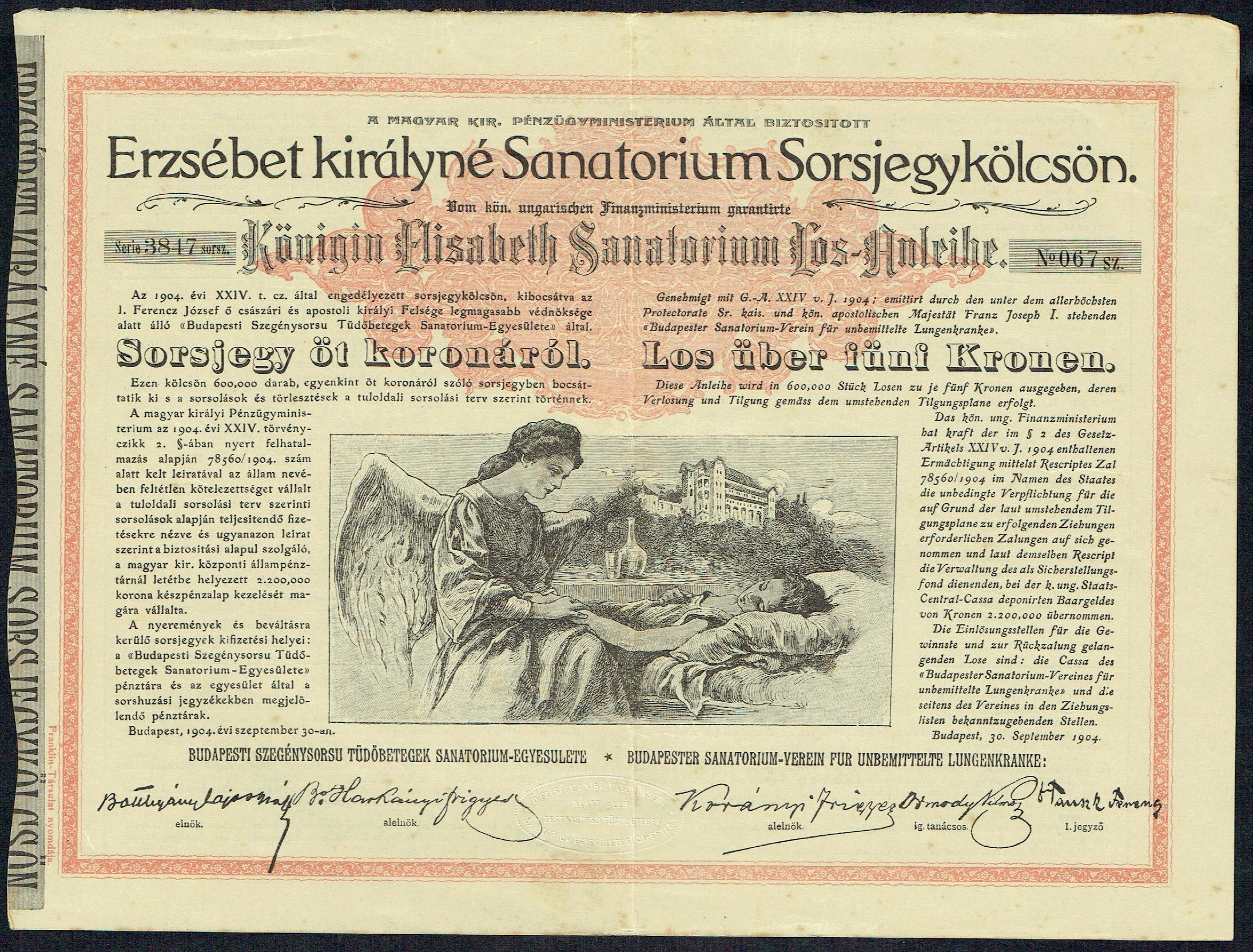
Los-Anleihe für das Königin Elisabeth Sanatorium des Budapester Sanatorium-Vereins für unbemittelte Lungenkranke vom 30. September 1904

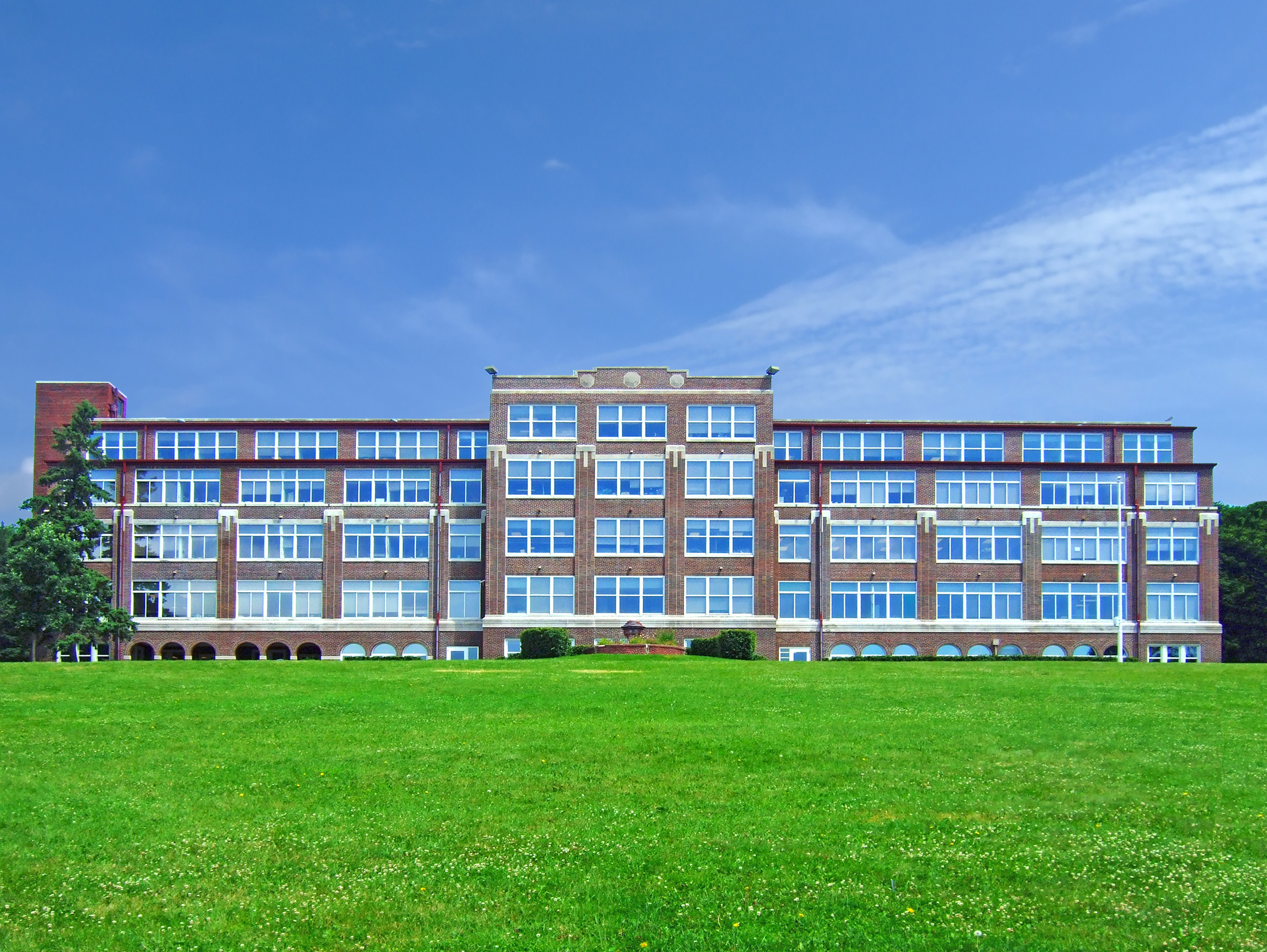
Lake View Sanatorium in Madison, Wisconsin (USA)

Ein wichtiger Grund für die historische Welle der Errichtung von Sanatorien vor allem Ende des 19. Jahrhunderts war die Idee der Heilung. Man erstrebte z. B. die Heilung von Tuberkulose oder Alkoholismus, aber auch von obskureren Süchten und Sehnsüchten, von Hysterie, Masturbation und Lebensmüdigkeit. Betreiber waren oft karitative Verbände wie der Johanniterorden und die neu gegründeten Rentenversicherungen. Die zunächst nur für gehobene Gesellschaftsschichten erschwinglichen Aufenthalte in den Heilstätten erlebten nach Entdeckung des Tuberkuloseerregers 1882 einen deutlichen Aufschwung. Um auch ärmeren Bevölkerungsschichten eine entsprechende Kur zu ermöglichen, wurden zahlreiche Vereine gegründet, die den Bau von Volksheilstätten unterstützten. Einige Heilstätten wurden als Deutsche Volksheilstätten konzipiert und sollten Modellcharakter für weitere Bauten haben. So wurde unter anderen die Knappschaftsheilstätte Sülzhayn auf den Weltausstellungen 1900 in Paris und 1904 in St. Louis mit Preisen bedacht.
Als Heilmittel wurden Anfang des 20. Jahrhunderts beispielsweise empfohlen: Lebensreform, Molke, Kneippkuren, Trinkkuren, Einläufe, Spaziergänge, Gymnastik, Sonnenbäder, Wasserbäder, FKK, Frischluft und Höhenluft überhaupt, bis zu Gartenarbeit und Rohkost. In den Heilstätten wurden spezielle Heilbehandlungen durchgeführt. Ein häufiger Schwerpunkt war die Lungentuberkulose.

## Sowjetunion

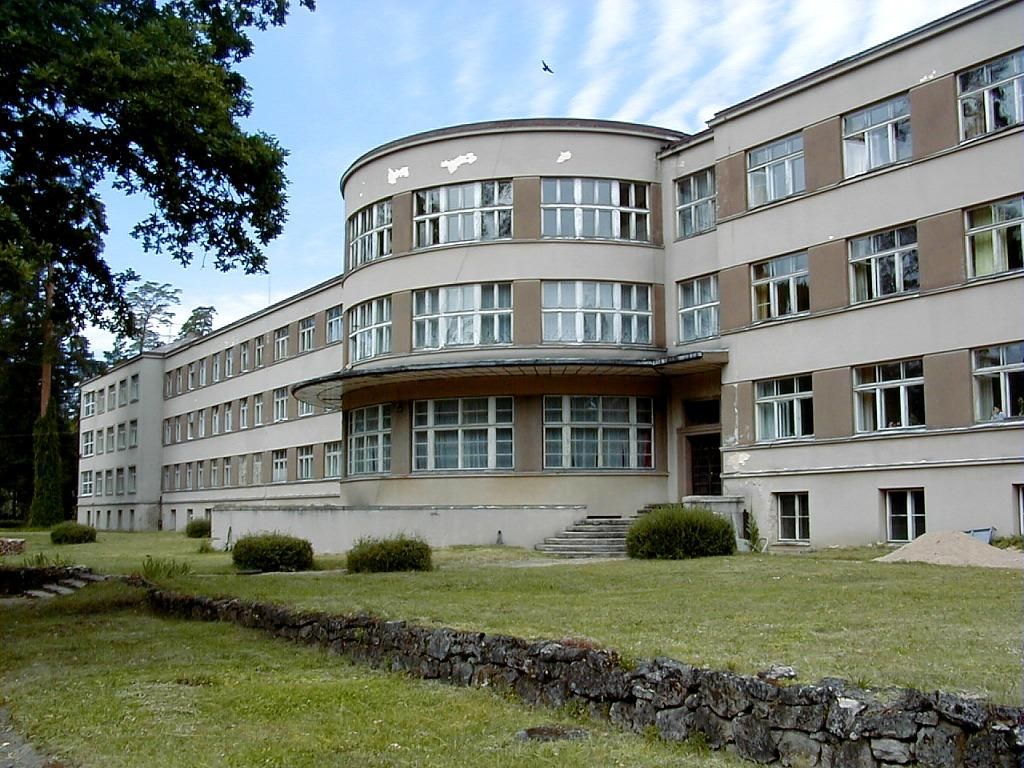
Sanatorium in Tērvete, Lettland

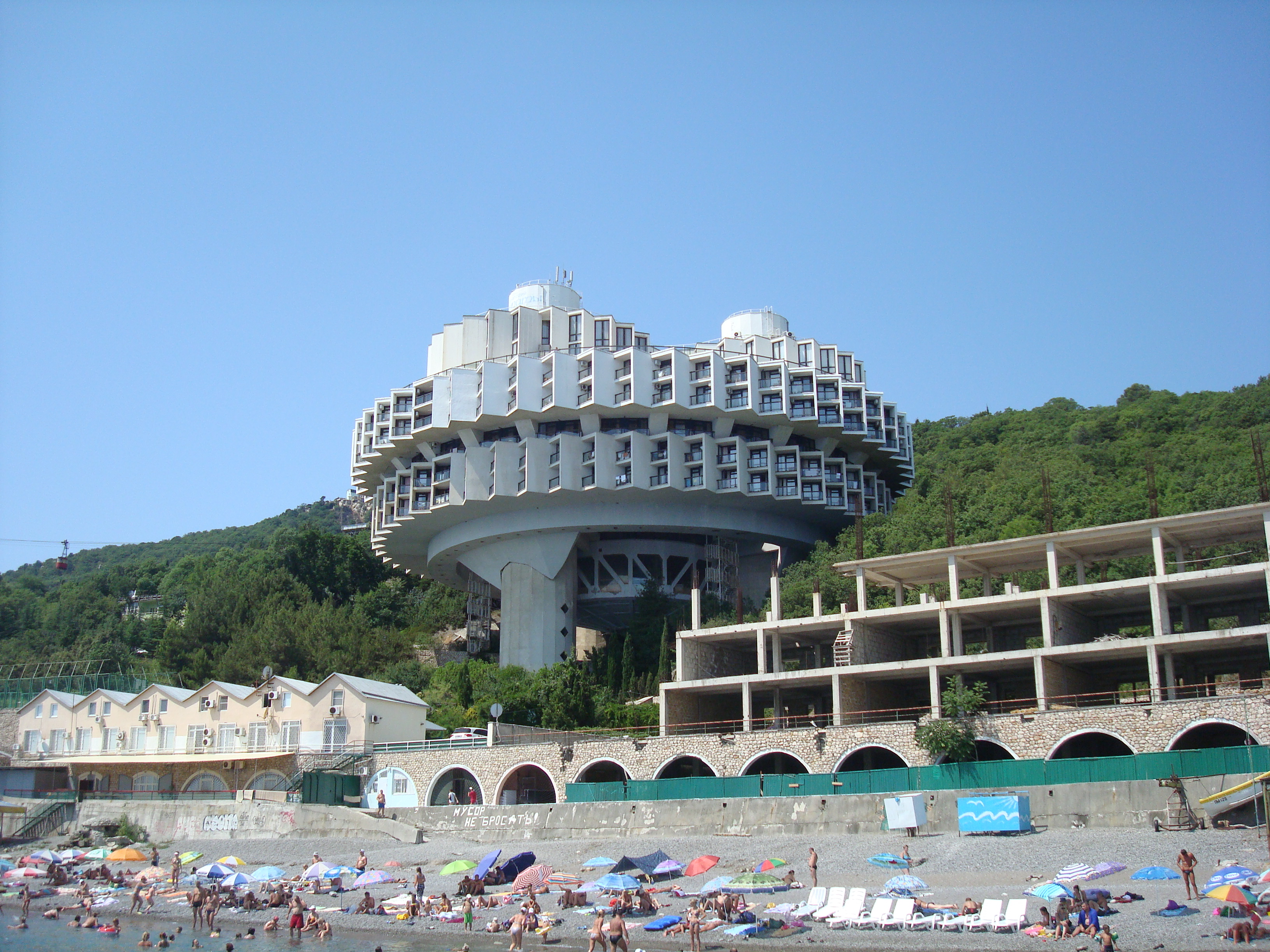
Sanatorium Kurpaty in Jalta, Ukraine

1919 verabschiedete die kommunistische Führung des Landes ein Dekret über die Kurorte/Heilvorkommen von gesamtstaatlicher Bedeutung; solche wurden darin zum Eigentum der Republik erklärt, unter medizinische Versorgung gestellt und sollten der Heilbehandlung der Werktätigen dienen. 1923 eröffneten erste Sanatorien für Behördenangestellte auf der Halbinsel Krim. Zuerst wurden die Einrichtungen aus der zaristischen Zeit übernommen, erst Anfang der 30er Jahre wurden neue Sanatorien gebaut. Die Leitung des sowjetischen Kurwesens wurde 1933 den Gewerkschaften übertragen; somit kam die Sozialversicherung für die Erholungskosten der Arbeiter auf.
Die Aufenthaltsdauer in einem Sanatorium betrug zwischen 24 Tagen bis hin zu 10 Monaten und war erst nach einer ärztlichen Überweisung möglich. Die Empfehlung enthielt die Angabe des Kurorts, des Sanatoriumtyps, der Jahreszeit etc. Erst danach beantragte man beim zuständigen Gewerkschaftskomitee einen Berechtigungsschein („Putjevka“).
Alle Sanatorien waren auf Behandlung bestimmter chronischer Erkrankungen und/oder Nachbehandlung Genesender spezialisiert; es gab u. a. Mineral- und Moorbäder und Luftkurorte, die das ganze Jahr über geöffnet sein sollten. Für jeden Patienten wurde ein individueller Diät- und Heilungsplan aufgestellt.
Die Einrichtungen unterschieden sich in der Struktur der Gäste: Erwachsene, Kinder, Jugendliche, Eltern mit Kindern, und in den Betreibern des Kurwesens (der Zentralrat der Kommunistischen Partei, das Gesundheitsministerium, andere Behörden und Betriebe).
Eine besondere Form der Sanatorien stellten die Prophylaxe-Kliniken dar, die sich meist in der Nähe größerer Siedlungs- und Wirtschaftsgebiete befanden und von gesundheitsgefährdeten Personen in der arbeitsfreien Zeit aufgesucht wurden.

### Verwaltung
Die Berechtigungsscheine für einen Kuraufenthalt wurden an die Gewerkschaften durch den Zentralrat für Kurwesen vergeben, die Menge richtete sich nach den Vorjahresangaben. Die Höhe der Kosten hing von der Aufenthaltsdauer und der Art der Verpflegung ab (Anwendungen, Zahl der Einwohner pro Zimmer, Möblierung etc.), der Aufenthalt wurde zum Teil oder in voller Höhe durch die Gewerkschaften und die Sozialversicherung finanziert, für bedürftige Personen waren Fahrpreisermäßigungen vorgesehen.
Bei der medizinischen Versorgung von Kindern und Jugendlichen trat der Staat als Kostenträger auf, oft gab es bei einem längeren Aufenthalt eine Verbindung von Kur und Schule. Pro Jahr standen ca. 10 Mio. der Berechtigungsscheine für 140 Mio. Werktätige zur Verfügung, was bedeutete, dass auf 14 Bewerber nur ein Schein fiel. Die Mehrheit der Bevölkerung musste oft jahrelang auf einen Schein warten, der meistens nur für eine Person galt. Der Aufenthaltsort und die Jahreszeit waren nicht frei wählbar.
In den großen Kurorten lagen Gewerkschafts-, Gemeinschafts-, Betrieb- und Kindersanatorien nebeneinander, wie z. B. in Sotschi am Schwarzen Meer.
Vor dem Zweiten Weltkrieg gab es insgesamt 94.700 Kurort-Plätze, 1950 standen bereits 255.400 Plätze zur Verfügung. 1960 befand sich mehr als die Hälfte aller Sanatorien außerhalb der 500 Kurorte.

## Sonstiges
Literarisch wurde das Leben in einem Sanatorium von Thomas Mann in seinem Roman Der Zauberberg mit einiger tiefgründiger Gesellschaftskritik aufgearbeitet.